# Fundstelle Rannersdorf

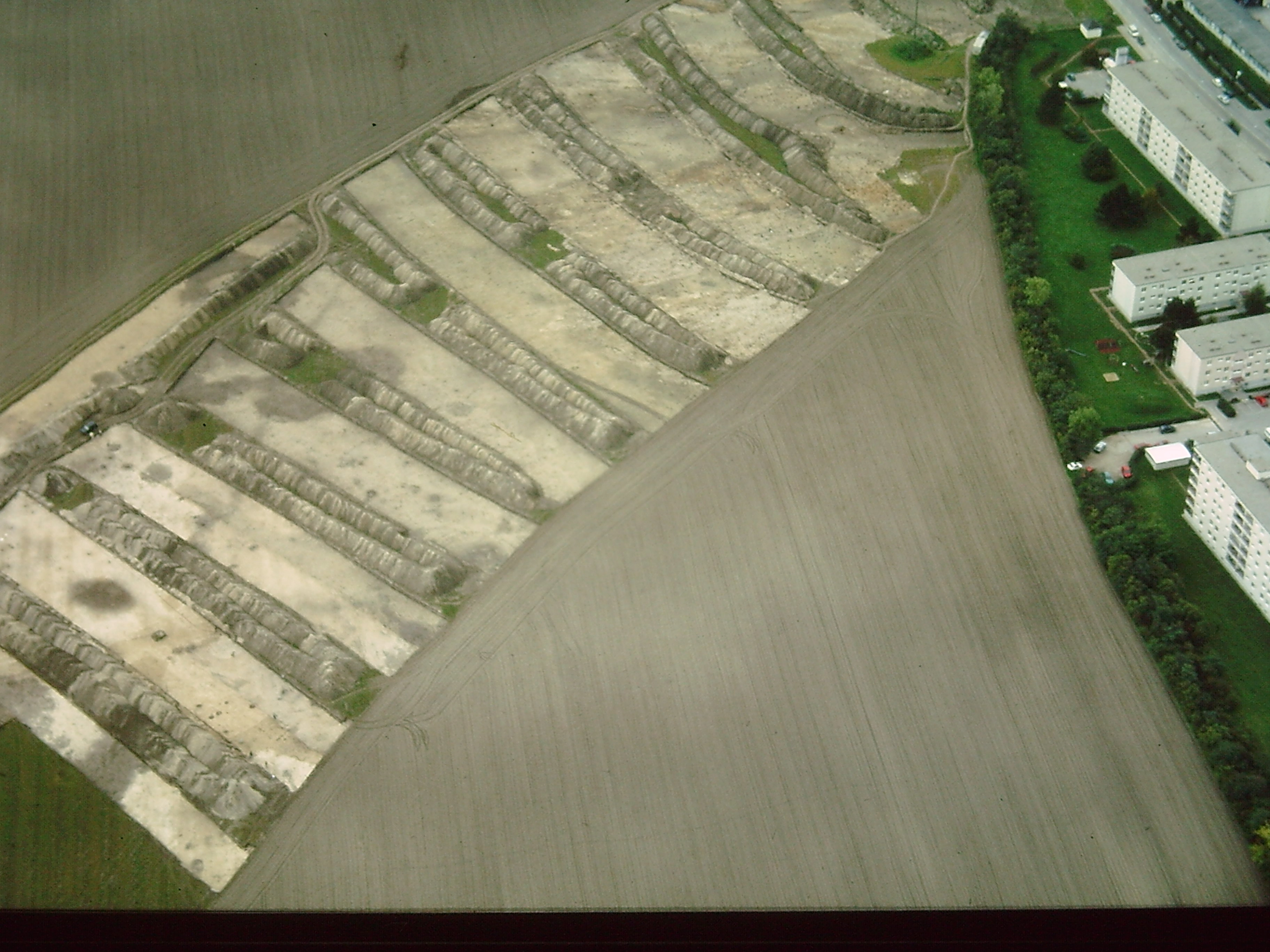
Luftbild der Großgrabung Rannersdorf 2001.

Die Fundstelle Rannersdorf ist das Areal südlich von Schwechat, auf dem im Zuge der Errichtung der S1, der Wiener Außenring Schnellstraße, vom Bundesdenkmalamt 2001 und 2002 eine großflächige Rettungsgrabung zur Dokumentation von archäologischen Befunden und der Bergung von Fundmaterial durchgeführt wurde. Es wurden Siedlungsreste und Gräber beginnend vom frühen Neolithikum bis in die späte Bronzezeit (5300–750 v. Chr.) gefunden und dokumentiert.

## Geographische Lage
Das 70.000 m² umfassende Grabungsareal von Rannersdorf lag zwischen Schwechat und Zwölfaxing. Es war bereits vor der Bautätigkeit durch Feldbegehungen und Luftbildaufnahmen entdeckt worden. Heute befindet sich darunter der Rannersdorfer Tunnel. In wenigen Monaten wurden unter der Leitung von Franz Sauer, Stanislaw Brzyski, Jaroslaw Czubak und Andrzej Karbinski 6.740 Befunde dokumentiert, die sich nach dem Abtrag der Humusschichte als dunkle Verfärbungen im hellen Löss bzw. Schotter abzeichneten.

## Frühes Neolithikum

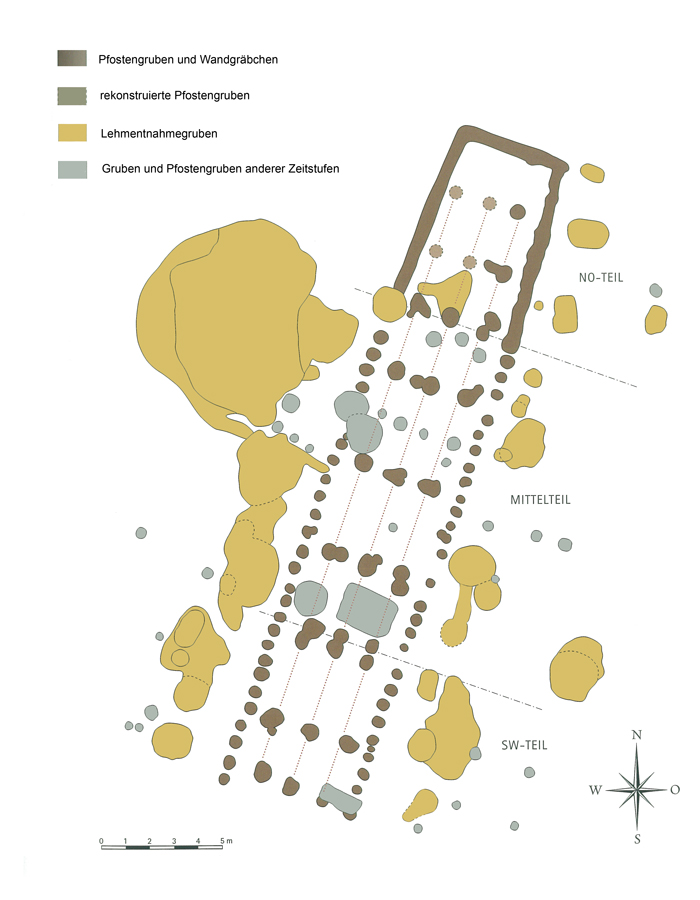
Grundriss des Hauses der Linearbandkeramischen Kultur.

### Langhaus
Besonders gut zeichneten sich die Verfärbungen der Pfostenlöcher eines Hauses des frühen Neolithikums ab (5300–4900 v. Chr.), das sich im Nord-Osten des Grabungsareals befand. Es ist eines von mindestens zehn Häusern, die der linearbandkeramischen Kultur zugeordnet werden. Der Grundriss umfasste 29 × 6 m. Die inneren Pfosten standen in Dreierreihen, um die Last des Dachstuhls zu tragen. Die Außenwände bestanden aus lehmverputztem Flechtwerk, die die äußeren Pfostenreihen ausfüllten. Das Haus war annähernd Nord-Süd ausgerichtet. Es gliederte sich in drei Bereiche: einen Nord-Ost-Teil, den mittleren Teil und den Süd-West-Teil (Typ 1 b nach Moddermann). Der Nord-Ost-Teil war durch Wandgräben gekennzeichnet, die sich als geschlossene Linie im Befund abzeichneten. Im Süd-West-Teil waren die Dreierreihen doppelt verstärkt. Die drei Bereiche sollen unterschiedlichen Funktionen gedient haben: der Nord-Ost-Teil als Schlafraum, der mittlere als Wohn- und Arbeitsbereich und der Süd-West-Teil als Speicherboden. Außerhalb des Hauses verliefen den Wänden entlang unregelmäßige Gruben, aus denen der Lehm für den Verputz entnommen wurde und die zur Aufnahme des Wassers vom Dach dienten. Das archäologische Fundmaterial, das in den Gruben gefunden wurde, umfasst Gefäßbruchstücke, Mahlsteine und Verputzreste. Aufgrund der Verzierung auf den Gefäßfragmenten wird der Fundkomplex in den späteren Abschnitt der Notenkopfkeramik datiert. Dieser Hausgrundriss diente als Vorlage zur Rekonstruktion des neuen Langhauses im Urgeschichtsmuseum Asparn/Zaya, das im Zuge der Niederösterreichischen Landesausstellung 2013 von Wolfgang Lobisser (VIAS-Vienna Institute for Archaeological Science) errichtet wurde.

### Bestattung
Unweit des Langhauses wurde die Bestattung eines Mannes entdeckt. Er lag in seitlicher Hockerlage in einer Siedlungsgrube. Im Kopfbereich wurden Gefäße gefunden, die zur Aufnahme der Speisebeigaben gedient hatten. Die Form und Verzierung der Gefäße geben den Hinweis darauf, dass dieser Mann einer der Bewohner der Linearbandkeramischen Häuser war.

## Mittleres Neolithikum

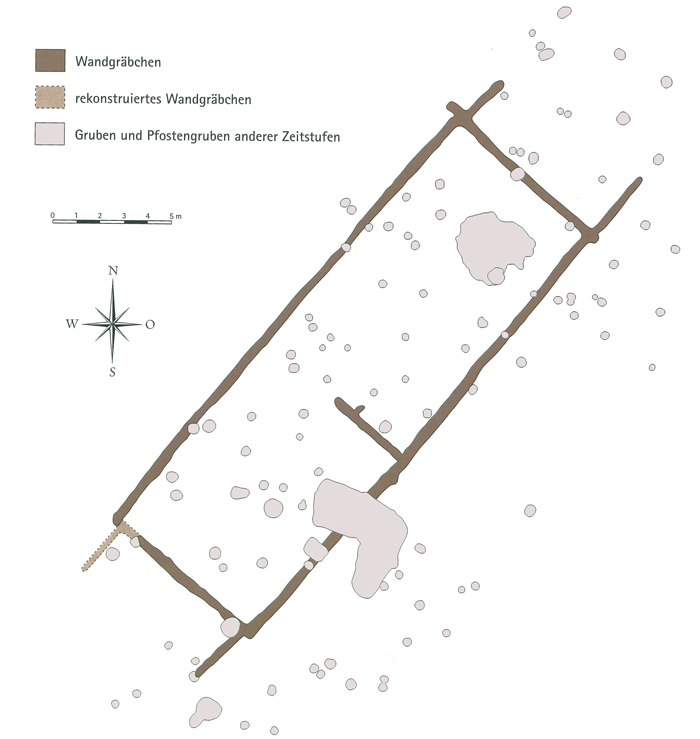
Grundriss des Hauses aus dem Mittelneolithikum.

### Häuser
Im Westen des Grabungsareales standen jüngere Häuser, deren Grundriss und Bauweise sich von der des Frühneolithikums erheblich abhob. Insgesamt sieben Häuser – vier Langhäuser und drei Nebengebäude – sind dem mittleren Neolithikum zuzuordnen (4900–4300 v. Chr.). Die größten umfassten eine Grundfläche von 20 × 7 m. Erkennbar sind sie aufgrund von rechteckigen Fundamentgräben im Schotterkörper, die ursprünglich Holzschwellen bargen, auf denen das Haus stand. Die Trennwand ist ein Hinweis auf die Raumteilung innerhalb des Hauses. Die Längswände waren über die Querwände hinausgezogen, wodurch ein kleiner, überdachter Vorbereich – die so genannte Ante – entstand. Dementsprechend wird dieser Haustyp Antenhaus genannt.

## Späte Bronzezeit
Die späte Bronzezeit ist durch ein besonders interessantes Fundspektrum repräsentiert. Neben Siedlungsspuren wurden ein Depot und ein Gräberfeld entdeckt.

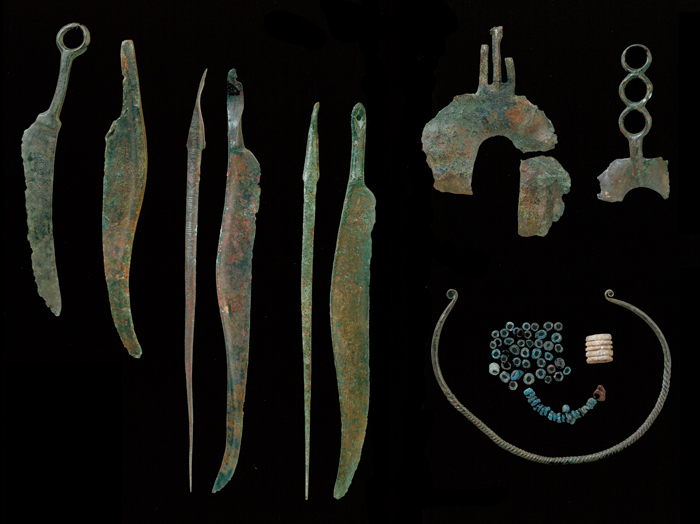
Schmuck, Waffen und Werkzeuge aus Bronze aus dem urnenfelderzeitlichen Gräberfeld.

### Gräberfeld
95 Urnen wurden in Gruben vorgefunden. In den Urnen befand sich Leichenbrand, darauf wurden zwei bis vier kleine Gefäße mit Speise- und Trankbeigaben und darüber der branddeformierte Bronzeschmuck des Verstorbenen gelegt. Bei einigen Gräbern konnte eine Abdeckung der Urne mit einer Schale oder einem Stein beobachtet werden. Gelegentlich wurden neben der Urne kleine Gefäße gefunden. Die Urnenbestattung ist zu dieser Zeit die einzige bekannte Bestattungsform. Sie wurde weiträumig praktiziert. Der Bestattungsritus gibt der Kultur ihren Namen: Urnenfelderkultur. Das Gräberfeld lag am höchsten Punkt im Gelände und umschließt einen Bereich von 4.000 m². Aufgrund der geringen Eintiefung wurden viele Urnen durch die landwirtschaftliche Tätigkeit beschädigt.
Die in den Urnen vorgefundenen Leichenbrände wurde im Rahmen einer anthropologischen Untersuchung analysiert. Von etwa der Hälfte der Toten konnten das Geschlecht und das Sterbealter bestimmt werden. Dabei handelt es sich um 18 weibliche und 18 männliche Individuen. Auffallend ist bei der Altersstruktur, dass es kaum Tote vor dem subadulten Alter, also jünger als 18 Jahre, gibt.

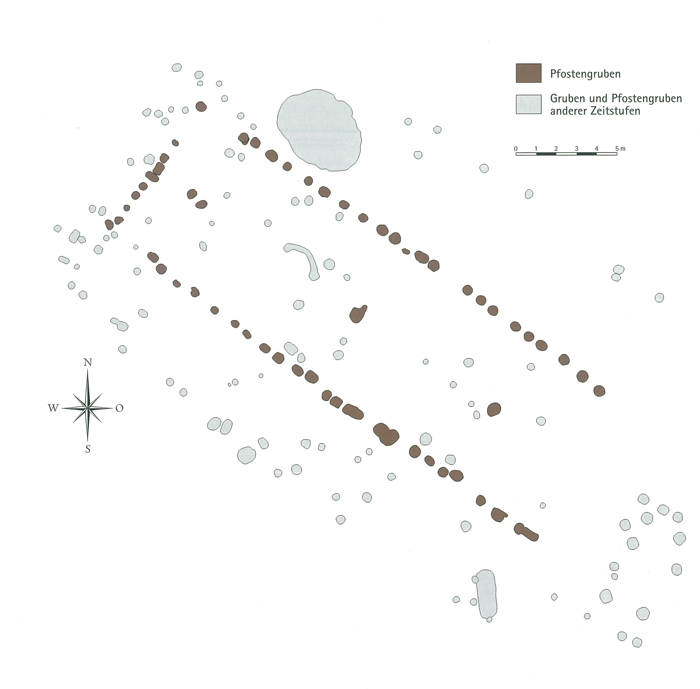
Grundriss eines urnenfelderzeitlichen Hauses.

### Häuser
Die Häuser der späten Bronzezeit unterscheiden sich wesentlich von denen des vorangegangenen Neolithikums. Sie weisen eine um 90° versetzte Orientierung auf, die Außenwände sind durch dichtgesetzte, dünne Pfosten überliefert, das Dach wird von zwei bis vier starken Mittelpfosten im Gebäudeinneren getragen. 12 große, zweischiffige Haupthäuser umfassten je eine Länge von bis zu 25 m und eine Breite von 8,2 m. Zahlreiche kleine Häuser werden als Wirtschafts- und Speichergebäude bezeichnet. Die kleinsten waren quadratische Vier-Pfosten-Speicher. Sie wurden in der Zeit zwischen 1250 und 750 v. Chr. errichtet. Ein Teil der Bewohner wurde im nahen Gräberfeld bestattet.

### Depot

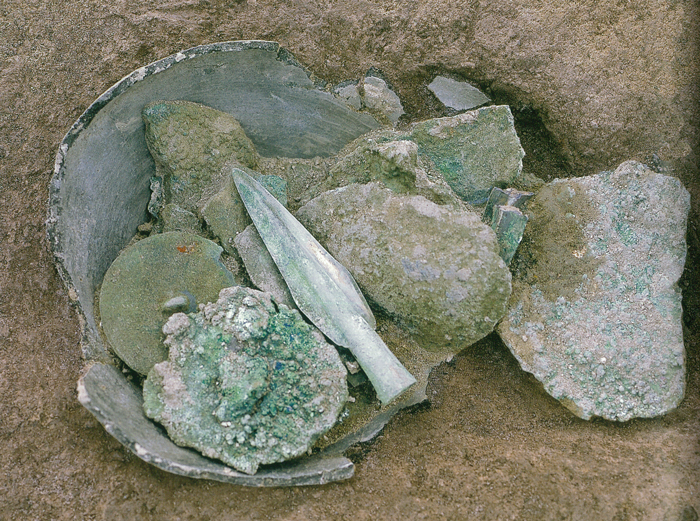
Metalldepot aus Rannersdorf.

Bei der in der Archäologie so nüchtern als „Depot“ bezeichneten Fundgattung, handelt es sich im engeren Sinn um einen Schatz. Wertgegenstände wurden einst versteckt, vergraben und bis zur Entdeckung nicht wieder gehoben. Das Depot von Rannersdorf verweilte so rund 3000 Jahre unter der Erde. Ein Großteil des 8,5 kg schweren Schatzes bestand aus Gusskuchen – das Produkt der Kupferschmelze und Ausgangsmaterial zur Herstellung von Bronzeschmuck, -waffen und -werkzeug. Weiter waren drei neue Lanzenspitzen, das Fragment einer Sichel, ein Rasiermesser, eine abgebrochene Beilklinge, eine Schmuckscheibe und hauchdünne mit Punkt-Buckel-Dekor verzierte Gürtelbleche enthalten. Alle diese Gegenstände befanden sich bei ihrer Auffindung in einem großen Tongefäß.